# Province de Pallasca
La province de Pallasca (en espagnol : Provincia de Pallasca) est l'une des vingt provinces de la région d'Ancash, au Pérou. Son chef-lieu est la ville de Cabana.

## Géographie
La province couvre une superficie de 2 101,21 km2. Elle est limitée au nord, à l'est et à l'ouest par la région de La Libertad ; au sud par la province de Sihuas, la province de Corongo et la province du Santa.

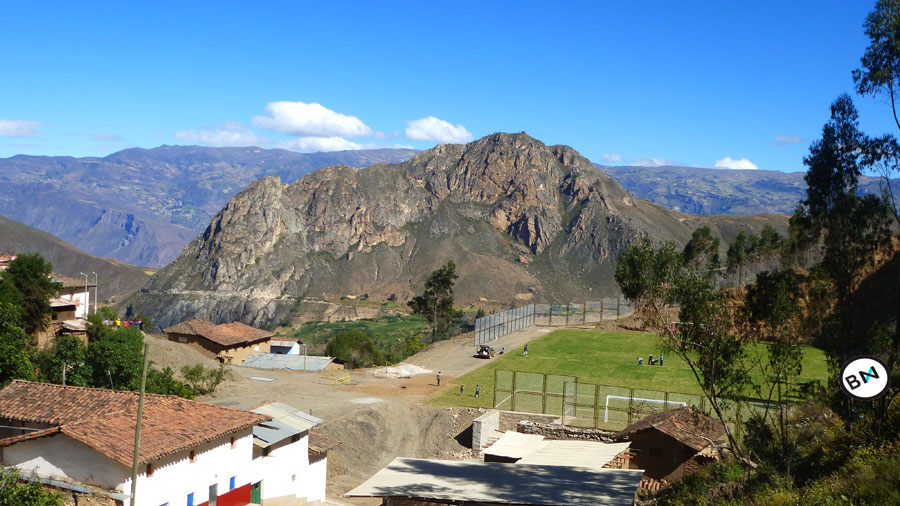
District de Bolognesi

## Population
La population de la province s'élevait à 29 454 habitants en 2007.

## Subdivisions
La province de Pallasca est divisée en onze districts :
- Bolognesi
- Cabana
- Conchucos
- Huacaschuque
- Huandoval
- Lacabamba
- Llapo
- Pallasca
- Pampas
- Santa Rosa
- Tauca